# Temeljno živilo
Temeljno živilo je živilo za prehrano ljudi, ki je na jedilniku določene skupine prebivalstva tako pogosto in v takih količinah, da predstavlja prevladujoč element običajne prehrane, ki zadovoljuje velik delež potreb teh ljudi po energiji in tudi po mikrohranilih. Temeljno živilo določene družbe lahko uživajo predstavniki te družbe zelo pogosto, vsak dan ali celo za vsak obrok. Večina ljudi se prehranjuje le z majhnim številom takih živil. Konkretna temeljna živila se razlikujejo glede na del sveta, običajno pa so poceni in lahko dostopna ter zadostujejo potrebam po enem ali več makro- ter mikrohranilih: ogljikovih hidratih, beljakovinah, maščobah, mineralih in vitaminih.
Med zgledi so žita, stročnice, oreški in korenovke. Med njimi žita (riž, pšenica, rž, koruza itd.), stročnice (leča, fižol) in korenovke (npr. krompir, taro in jam) predstavljajo 90 % vse svetovne energije iz hrane. Od živil živalskega izvora so med temeljnimi živili meso, jajca, mleko in mlečni izdelki. V sodobnem času so lahko to tudi predelana živila.
Katego živilo je v določeni kulturi temeljno, je odvisno od avtohtonih virov hrane tistega dela sveta, podnebja in tudi navad.